# Tom Hugo
Tom Hugo Hermansen, född 27 oktober 1979 i Kristiansand, är en norsk sångare, låtskrivare och musiker. Han är för tillfället bosatt i Oslo.
Tom Hugo representerade Norge som en del av gruppen Keiino i Eurovision Song Contest 2019 i Tel Aviv med låten "Spirit in the Sky". Låten slutade där på en sjätteplats med 331 poäng i finalen.